# Mainstockheim
Mainstockheim er en kommune i Landkreis Kitzingen i Regierungsbezirk Unterfranken, i den tyske delstat Bayern. Den er en del af Verwaltungsgemeinschaft Kitzingen.

## Geografi
Mainstockheim ligger i den vestlige del af landkreis Kitzingen i Maindreieck ved floden Main. Den er forbundet med nabokommunen Albertshofen med en lille færge.